# Analisador de gás térmico e expandido

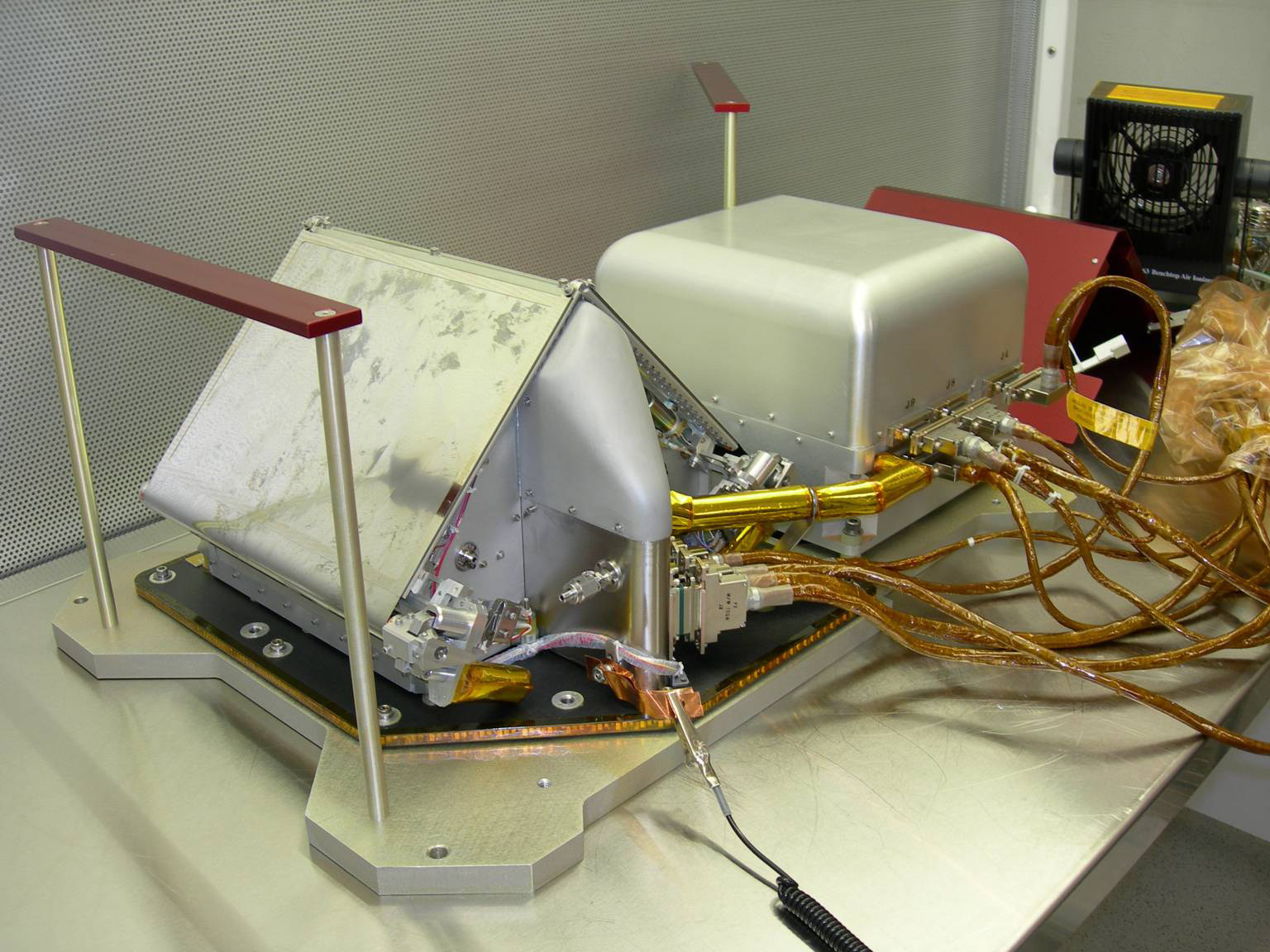
Analisador Termal e Gás-Evoluído

O Analisador de Gás Térmico e Expandido (em inglês: Thermal and Evolved Gas Analyzer), ou simplesmente TEGA, é um instrumento científico a bordo da sonda espacial Phoenix, enviada ao planeta Marte em agosto de 2007. O design do TEGA – assim como  de outros instrumentos – foi elaborado a partir da experiência obtida com a missão Mars Polar Lander, que falhou.
Amostras do solo marciano retiradas pelo braço robótico da sonda são eventualmente transferidos ao TEGA, onde são aquecidos num forno a temperaturas de 1.000 °C. Este calor libera os compostos mais voláteis, fazendo com que esses gases passem por uma análise num espectrômetro de massa. Ou seja, permite que sejam analisados os diferentes componentes químicos presentes no solo, em busca de água, compostos orgânicos, e outros compostos à base de carbono.
A missão Phoenix durou até o dia 10 de Novembro, quando a sonda perdeu comunicação com a Terra. Com um prazo de atuação maior do que o planejado, a Phoenix, e em especial o TEGA, tiveram papel desmitificador sobre Marte: "A missão da sonda foi não só estudar o solo marciano, e sim determinar se o planeta é habitável."

## História e papel nas missões

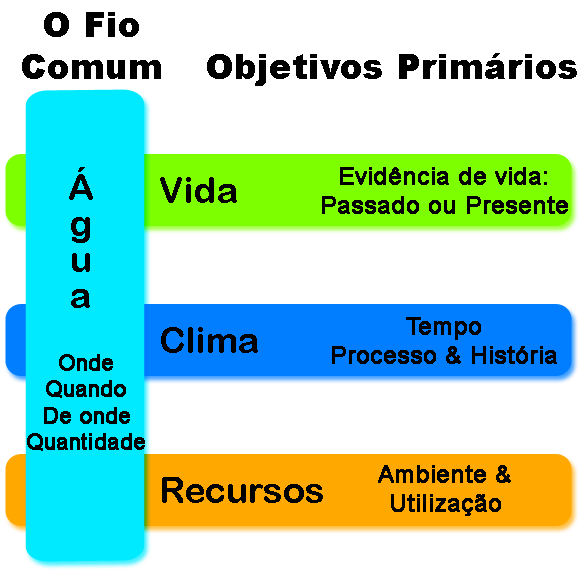
Objetivos científicos do Mars Polar Lander

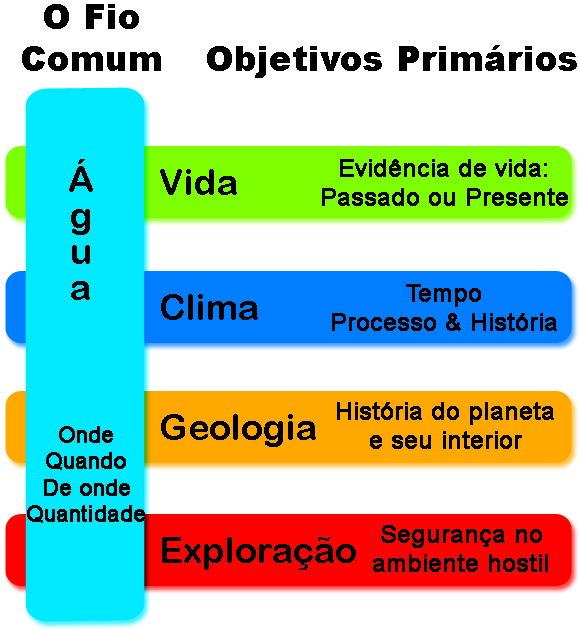
Objetivos científicos da Sonda Phoenix

O Analisador de Gás Térmico e Expandido foi desenvolvido numa parceria da Universidade do Arizona e a Universidade do Texas com a Nasa para a missão Mars Polar Lander, e o projeto foi re-aproveitado para a missão Phoenix. O nome da missão foi escolhido com base na mitologia grega e na mitologia egípcia, em que a fênix é uma criatura capaz de renascer das próprias cinzas. Essa foi a mensagem que a NASA quis passar ao utilizar a experiência, cientistas envolvidos, e instrumentos presentes em duas missões anteriores que fracassaram: a Mars Surveyor 2001 Lander, que foi cancelada, e a Mars Polar Lander, que perdeu comunicação com o centro de operações em 3 de dezembro de 1999.
O TEGA foi construído por uma equipe liderada pelo Dr. William Boynton da Universidade do Arizona e pelo Dr. John Hoffman da Universidade do Texas, Dallas. Essa mesma equipe desenvolveu diversos instrumentos para a exploração espacial, incluindo a Varredura Diferencial de Calorimetria (DSC) e o Thermal and Evolved Gas Analyzer (TEGA I) que estavam a bordo do mal-sucedido Mars Polar Lander, e o espectrômetro de raios gama (GRS) que atualmente está a bordo do 2001 Mars Odyssey. A equipe também contava com Doug Ming, co-investigador de calibragem, geoquímica e solos do Johnson Space Center; Aaron Zent, co-investigador de interação solo-ar do Ames Research Center; e contava ainda com o gerenciamento de Heather Enos pelo Jet Propulsion Lab.
Quando se propôs à exploração de Marte, a NASA viu a possibilidade que há bilhões de anos poderia ter corrido água em forma líquida sobre a superfície do planeta. Partindo de estudos de meteoritos marcianos que caíram na Terra e do pressuposto de que água é essencial para que a vida como a ciência concebe seja possível, o Mars Exploration Program  estabeleceu que o estudo da água em Marte é crucial para entender seu papel no tempo e no clima, na possibilidade de vida presente ou pregressa, e para sua utilidade como recurso para futuras explorações humanas.
Mais tarde, a NASA subdividiu o objetivo sobre recursos em geologia e exploração. De modos tais que o TEGA, ao realizar Descobertas sobre a composição do solo marciano, ajuda a traçar um histórico dos elementos químicos presentes no planeta, logo levando a possíveis estudos sobre o passado climático do astro vermelho, e assim estabelecendo novos paradigmas para pesquisas sobre a vida no planeta e sobre a possibilidade da exploração humana no mesmo.

## Estrutura e funcionamento

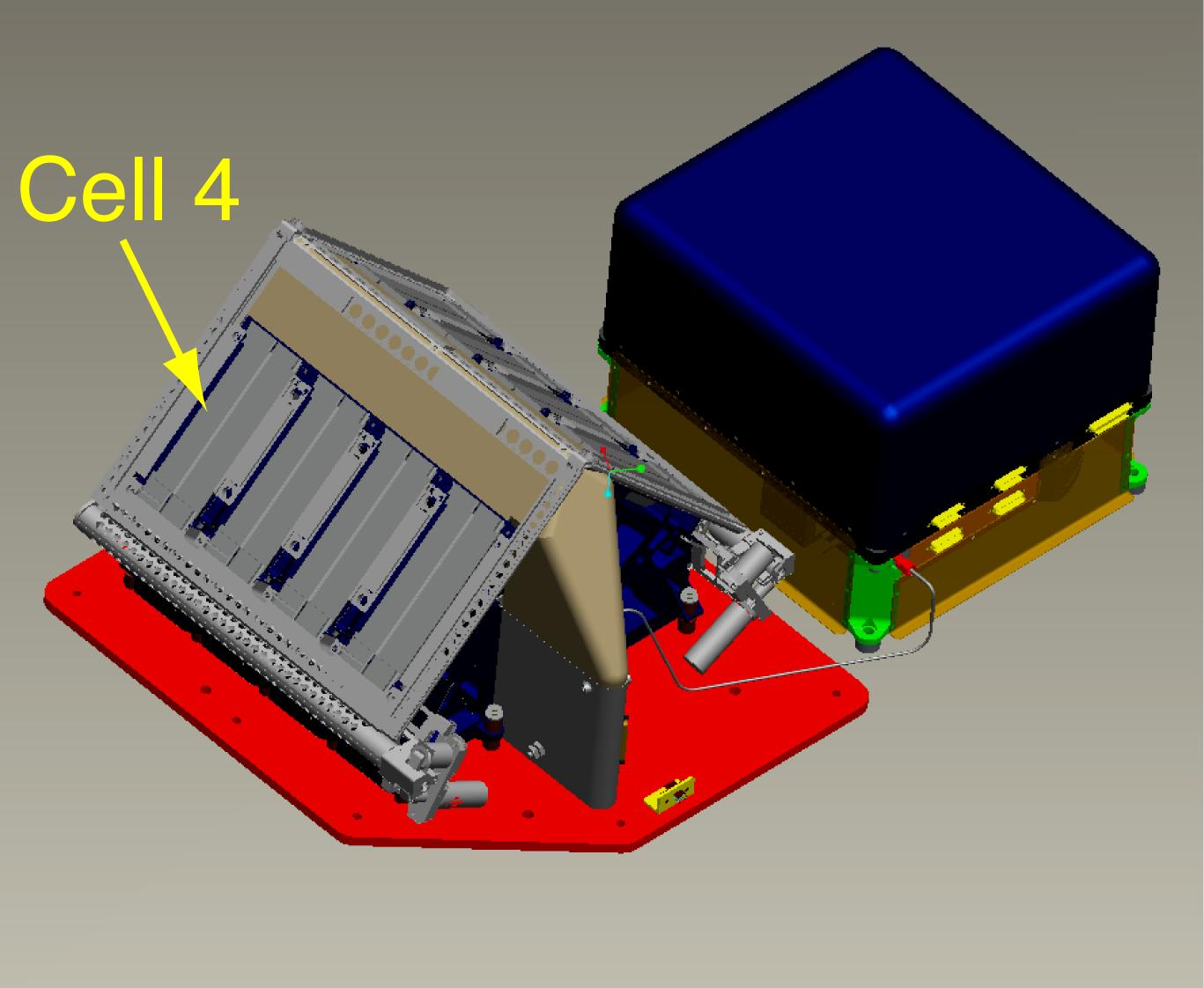
Desenho computadorizado

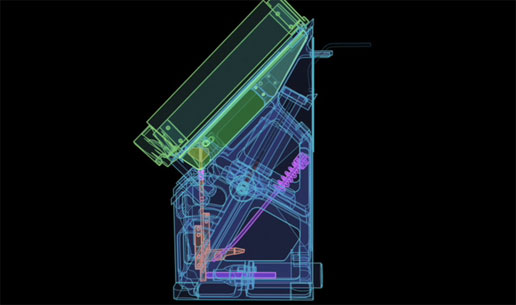
Visão computadorizada do TEGA, mostrando esquematicamente o funcionamento de um forno

Desde seu design para o Mars Polar Lander, o TEGA era composto por dois componentes acoplados: um DSC (Differential Scanning Calorimeter) e um Analisador de Gás Evoluído (Evolved Gas Analyzer — EGA). O instrumento possui oito fornos (0.038 mL) de experimentação e oito fornos de controle; estes servem de referência: uma vez que os fornos de análise são enchidos com amostras, são aquecidos a temperaturas superiores a 950 °C, igualmente, os fornos de referência - vazios - são aquecidos à mesta temperatura. Medindo-se a diferença de energia necessária para aquecer os dois fornos, é possível correlacionar os gases com a calorimetria e inferir sobre a presença de água em forma de gelo e minerais que contêm água ou dióxido de carbono.
Como os fornos não são reutilizáveis, a sonda somente pode realizar 8 análises do solo selecionado na vizinhança da sonda; o espectrômetro determina a quantidade de dióxido de carbono e vapor de água liberados pelas amostras após um tempo. A partir disso, o TEGA é capaz de determinar as concentrações de gelo, minerais voláteis absorvidos na superfície e materiais abaixo dela.
O TEGA é capaz de detectar valores de concentração gasosa abaixo de 10 partes por bilhão. O espectrômetro é ajustado para medir, particularmente, taxas de isótopos para o hidrogênio, oxigênio, carbono, nitrogênio, outros gases mais pesados e até processos biológicos ocorridos no passado.
O instrumento pode detectar o derretimento de gelo no DSC em quantidades inferiores à ordem de 0,2% da amostra, e pode detectar a decomposição da calcita, CaCO3, em quantidades inferiores a 0,5%. Utilizando o EGA, o TEGA pode detectar pequenas quantidades de água, abaixo de 8 partes por milhão na amostra, e pode detectar a respectiva quantidade de CO2 liberada em quantidades aproximadas de 0,03%. O EGA também tem a funcionalidade de determinar a taxa de Carbono-13/Carbono-12 na liberação do CO2.

## Descobertas

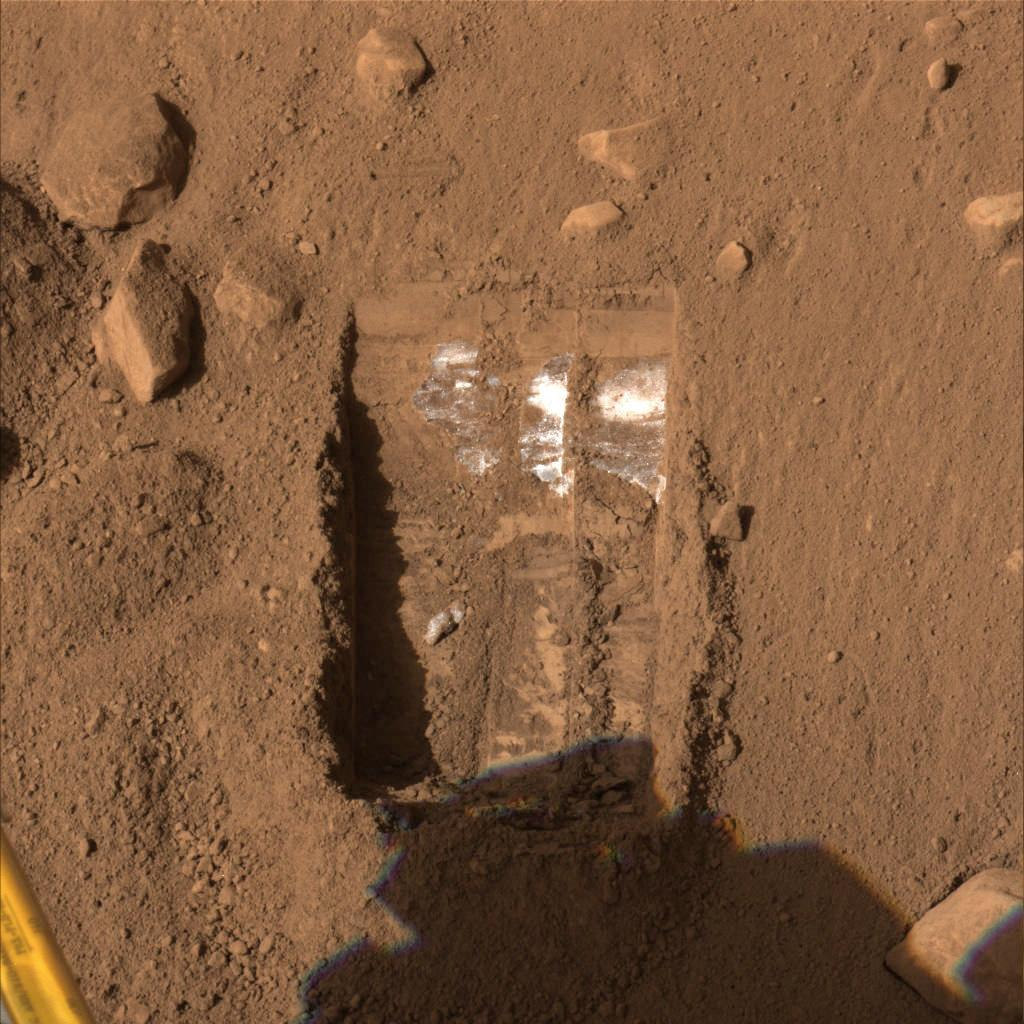
Imagem tirada pela Phoenix: a descoberta do material branco, possivelmente gelo, intensificou os planos da missão de descobrir alguma forma de vida, mesmo microbiana, no planeta Marte.

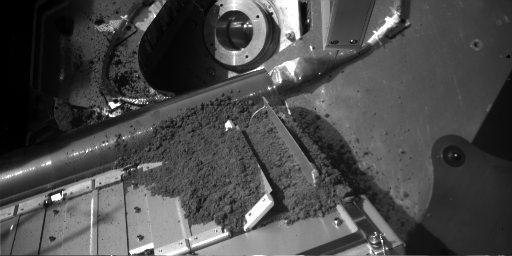
Solo marciano sendo entregue ao TEGA

O início das análises realizadas pelo TEGA foram – de início – postergadas por eventualidades diversas. De início, descobriu-se que o solo ao pólo de Marte é mais compacto do que os cientistas da NASA acreditavam ser. Com o solo mais compacto, fica difícil para que as partículas do solo adentrem no instrumento, que possui uma tela que permite a passagem de partículas com somente 1 mm de diâmetro. Contudo, ainda antes desse incidente com o solo compactado, outro imprevisto atrasou e mudou os planos da missão: um curto-circuito em um dos fornos. O diagnóstico inicial alertou sobre uma possível pane num filamento do sistema. Sendo esse mesmo, de fato, o problema, foi resolvido com um segundo filamento do TEGA, estabelecendo-o como principal, e o defeituoso como reserva.
Após os dois imprevistos, a sonda identificou, no dia 19 de Julho que o material branco encontrado em uma de suas escavações iniciadas no dia 15 havia desaparecido. O material, que se supunha ser sal, ou gelo, desapareceu após 4 dias. Nas fotos da trincheira, observa-se a presença do material branco e na posterior, este já quase não está mais presente. O que sugeriu que o material teria-se sublimado, confirmando portanto que se tratava de gelo.
Uma vez iniciada, com sucesso, a análise do solo de Marte, esta se mostrou promissora em busca de vida (mesmo que microbiana) no planeta vermelho. Uma vez estabelecido que o solo é alcalino – como a normalidade dos solos terrestres, e que não há nenhuma substância tóxica que impeça a vida, somando-se também a já confirmada presença de água em forma de gelo, a busca da sonda se intensifica, em formas de vida – presente ou passadas.
Em 31 de Julho de 2008, a sonda foi capaz de encher um forno do TEGA com quantidade suficiente de solo para ser examinado. Na análise confirmou-se a presença de água em forma de cristais de gelo no planeta vermelho, que já era tida como certa, por meio da confirmação visual do dia 19 de Junho. Ao anunciar a descoberta da água pelo TEGA, a NASA aproveitou a ocasião para anunciar que prolongará a missão, que originariamente deveria durar 90 dias, até o dia 30 de Setembro,  por mais 30 dias, portanto, a partir do anúncio.